# Книжная выставка
Книжная выставка (также книжная ярмарка или выставка-ярмарка) — культурное (и коммерческое в случае ярмарки) мероприятие, которое предлагает читателю последние достижения издательств. Книжные выставки делятся по направлениям: коммерческие и просветительно-познавательные; по срокам проведения: периодические (ежегодные, один раз в два года и т. д.) и неплановые (по случаю проведения конгрессов, съездов, юбилеев и других знаменательных дат); по содержанию книг: презентация новых изданий и специализированные отраслевые (учебники, научная литератуpa и т. д.).
Периодические (обычно ежегодные) ярмарки помогают организовать издательский цикл, собрать вместе представителей цепочек производства и продаж книг, наделяют видимостью иерархию издателей, демонстрируя имеющиеся у них людские, материальные и интеллектуальные ресурсы.

## История книжных ярмарок
После изобретения книгопечатания, человечество столкнулось с новой для издания книг ситуацией, в которой набор шрифта и подготовка к печати составляли существенную часть общих расходов на издание книги. Увеличение тиража сокращало себестоимость одной копии, но до конца XV века неорганизованный книжный рынок создавал для книгоиздателя риск омертвления капитала в случае печати слишком большого числа копий (книги расходились медленно). Поэтому, несмотря на то, что практически с самого начала книгопечатания прессы позволяли напечатать почти неограниченное число копий, тиражи оставались крайне малыми (в 1469 году Иоганн фон Шпейер напечатал в Венеции «Письма к друзьям» Цицерона тиражом лишь в 100 экземпляров), к концу XV века с улучшением книготорговли у крупных книгоиздателей тиражи достигли 1000 копий. При этом местная потребность в конкретной книге была очень низкой (ситуация сохраняется и по сей день для не-бестселлеров). В итоге издатели, отправляя книги в отдельные города, были вынуждены посылать буквально по нескольку экземпляров. В результате в книготорговле возросла роль больших специализированных ярмарок (в Лейпциге, Лионе, Франкфурте, Медине-дель-Кампо). Книги продавались на крупнейших ярмарках (в Париже, Стурбридже) столетиями, благодаря как прямым коммерческим преимуществам: упрощение перевозок, толпы покупателей, доступный обмен валют, так и возможностям для планирования: регулярность ярмарок позволяла ссужать деньги и собирать долги, разговоры с коллегами помогали выбрать книги для издания. Основным способом платежей был бартер, только в XVIII веке, после использования чеков, перешла на клиринговую систему взаимозачётов. 
Первой знаменитой книжной ярмаркой стала лионская. Расположенная поблизости от центров книгопечатания и на пересечении торговых путей, она достигла своего пика в первой половине XVI века. В городе образовалось скопление книжных лавок и типографий в районе улицы Мерсье, владельцами которых преимущественно были иностранцы. Ярмарка была известна книгами по юриспруденции, которые печатались в Лионе, и массовой литературой; именно здесь — за одну ярмарку — было продано больше книг Рабле, чем библий за десять лет (ярмарка проходила дважды в год и длилась 15 дней).
Ещё большего успеха достигла Франкфуртская книжная ярмарка, которая превзошла лионскую. Хотя ярмарка во Франкфурте была очень древней, книгопечатание пришло в город сравнительно поздно, в 1530 году, но и до этого продавцы привозили сюда на продажу книги с конца XV века. Постепенно Франкфурт превратился, по свидетельству современника, в «новые Афины», где вокруг книжной торговли собирались учёные, художники, антрепренёры и актёры. Во второй половине XVI века появился общий для разных книгоиздателей книжный каталог, с 1598 года его издание взял на себя город (и продолжил его до XVIII века). 
Франкфуртская ярмарка стала центром распространения протестантской литературы, что привело к репрессиям в начале XVII века со стороны имперских властей, приведшим к переезду части книгопродавцов и издателей в Лейпциг. Последовавшая Тридцатилетняя война подтолкнула процесс и к концу века центр тяжести переместился в более толерантный к протестантам Лейпциг. При этом проявилась фрагментация книжного рынка, связанная с переходом после 1640 года от издания книг на латыни к местным языкам: если Франкфуртская ярмарка была поистине общеевропейской, Лейпциг собирал в основном немецких издателей и присоединившихся к ним россиян, поляков и голландцев..

## Современные ярмарки
Книжные ярмарки в современном понимании возникли после второй мировой войны, когда вновь открылись Лейпцигская ярмарка (в 1946 году) и Франфуртская (в 1949 году). За ними последовали:
- Варшавская книжная ярмарка (1956);
- Белградская (1957);
- Торонтская (1957);
- Болонская детская книжная ярмарка (1964);
- одна из двух крупнейших современных ярмарок, Лондонская книжная ярмарка, появилась в 1972 году;
- Буэнос-Айреская (1974);
- Московская международная книжная выставка-ярмарка (1977);
- Парижский книжный салон (1981);
- Истамбульская книжная ярмарка (1982);
- Гётеборгская книжная ярмарка (1985);
- ярмарка в Гвадалахаре (1987);
- Тегеранская международная книжная ярмарка (1987);
- Международная книжная ярмарка в Турку (1990);
- ярмарка в Гонконге (1990);
- ярмарка в Абу-Даби (1991);
- Токийская ярмарка (1994);
- Форум издателей во Львове (1994);
- Принская ярмарка (1995);
- Хельсинкская книжная ярмарка (2001);
- ярмарка в Бангкоке (2003);
- ярмарка в Бухаресте (2006);
- ярмарка в Кейп Тауне (2006);
- ярмарка в Фессалоники (2006);
- ярмарка в Куала-Лумпуре (2008);
- Венская книжная ярмарка (2008);
- Фестиваль «Красная площадь» в Москве (2015).

В начале XXI века годовой издательский цикл проходит вокруг двух крупнейших ежегодных ярмарок, лондонской (в апреле) и франкфуртской (в октябре).